# Петер Урбан
Петер Урбан (Берлин, 16. јул 1941 — Ваидмос, 9. децембар 2013) био је један од најзначајнијих немачких преводилаца и писаца, историчар, германиста и слависта. Преводио је са српског, хрватског, словеначког, руског и чешког језика. Добитник је више награда, а захваљујући њему немачка јавност се упознала са многим класицима српске књижевности.
Приватна библиотека Петера Урбана, која броји око 15.000 наслова, данас се налази у Удружењу за културу, уметност и међународну сарадњу „Адлигат“. Његова библиотека, заједно са донацијама других писаца, чини једну од најбољих специјализованих библиотека о Чехову.

## Биографија
Петер Урбан завршио је историју, германистику и славистику на Универзитету у Вирцбургу, а годину дана студирао је и српскохрватски језик на Универзитету у Београду.
Током студија у Београду, шездесетих година, дошао је у додир са тада необично живом литерарном сценом. Свега неколико година касније промовисао је у Немачкој многе српске ауторе, као што су Миодраг Булатовић, Бора Ћосић, Данило Киш, Мирко Ковач, Драгослав Михаиловић, Милош Црњански, Брана Црнчевић и Миодраг Павловић, са којим је остао пријатељ током целог живота. Преводио је и књиге Павића, Пекића и Десанке Максимовић. Српска проза и лирика никада нису биле тако добро заступљене у немачком издаваштву као у доба када је Петер Урбан био лектор у великој издавачкој кући „Зуркамп".
У Немачкој је постао познат својим преводима Бабеља, Чехова, Хармса, Гончарова, Гогоља, Пушкина, Тургењева. Као један од најугледнијих светских преводилаца и стручњака за Чехова, Урбан је деценијама сакупљао публикације овог писца за своју библиотеку и формирао најбољу колекцију књига о Чехову у Немачкој, у којој се налази и око 3.000 најређих издања руског писца.
Урбан је добитник бројних преводилачких награда, међу којима су Übersetzerpreis der Akademie für Sprache und Dichtung („Преводилачка награда Академије за језик и поезију"), Preis der Stadt Münster für Europäische Poesie („Награда града Мунстер за европску поезију"), Johann-Heinrich-Voß-Preis für Übersetzung и Helmut-M.-Braem-Übersetzerpreis. На Сајму књига у Лајпцигу 2000. године, додељена му је „Награда за изузетан и компетентан рад на приближавању словенских књижевности немачкој публици”.
У част Петера Урбана, улици у Београду додељено је његово име, на предлог Удружења Адлигат.
Преминуо је 9. децембра 2013. године у Ваидмосу, селу у немачкој општини Гребенхајн.

## Библиотека Петера Урбана у Београду
Заоставштина Петера Урбана подељена је између Музеја савремене литературе у Марбаху, у коме се налази његова архива, и Удружења за културу, уметност и међународну сарадњу „Адлигат“ у Београду, у коме се налази Урбанова библиотека са више од 15.000 публикација, укључујући многа прва издања важних руских и немачких писаца, књиге са посветама, као и неколико изузетних издања штампаних пре скоро три стотине година. Приватна библиотека, коју је Урбан деценијама сакупљао у својој кући у селу Ваидмос, дошла је до Београда посредством Кристине Павловић, ћерке Миодрага Павловића, Урбановог дугогодишњег пријатеља. Библиотеку је Удружењу поклонила његова супруга Јута Херхер.